# Reencarnación
Reencarnación és una pel·lícula espanyola del 2008 dirigida per Salomón Shang Ruiz, un projecte arriscat que narra la història de dos personatges en una ciutat hostil que els aliena i els arrossega a la decadència, un retrat del silenci dels marginats. Fou rodada en blanc i negre a Barcelona amb una durada de tres hores.
Va obtenir de l'Institut de la Cinematografia i de les Arts Audiovisuals una ajuda general de 59.074 euros i una ajuda complementària de 409.535 euros. Posteriorment fou acusat de falsejar les dades dient que havia costat 1,37 milions d'euros i que havia recaptat 437.585,10 euros en taquilla.

## Sinopsi
Els tres protagonistes deambulen per una ciutat gairebé fantasmal, que és el fidel reflex d'una societat en vies de desintegració amb una visió contemporània d'un present aterrador. Llargs plans seqüència, gairebé hipnòtics, gairebé sense diàlegs, retraten l'angoixa humana en espais de profunda desolació. La realitat es va desdibuixant a poc a poc i no sembla haver-hi possibilitat de redempció.

## Repartiment
- Tony Corvillo
- Núria Prims
- Ezequiel Stremiz	...	Diego Rodriguez
- Judit Uriach
- Pedro Veitía

## Nominacions
- Gaudí a la millor actriu secundària (Judit Uriach)[5]
- Gaudí al millor actor secundari (Tony Corvillo)